# Missionari della Divina Redenzione
I Missionari della Divina Redenzione (in latino Congregatio Missionariorum a Divina Redemptione) sono un istituto religioso maschile di diritto pontificio: i membri di questa congregazione clericale pospongono al loro nome la sigla M.D.R.

## Storia
La congregazione venne fondata a Visciano (Napoli) nel 1954 dal sacerdote italiano Arturo D'Onofrio (1914-2006) per l'istruzione e l'assistenza agli orfani e agli abbandonati.
Venne canonicamente eretta in istituto di diritto diocesano da Adolfo Binni, vescovo di Nola, il 30 dicembre 1968 e venne approvata dalla Santa Sede il 19 marzo 1992.
Esiste pure il ramo femminile delle Piccole apostole della Redenzione.

## Attività e diffusione
I Missionari della Divina Redenzione si dedicano all'educazione della gioventù povera e abbandonata e all'evangelizzazione dei poveri.
Oltre che in Italia, sono presenti in Colombia, Costa Rica, Guatemala, Messico e Perù; la sede generalizia è a Visciano.
Al 31 dicembre 2005 l'istituto contava 22 case e 106 religiosi, 64 dei quali sacerdoti.